# Experimento de los 21 gramos
El experimento de los 21 gramos hace referencia a un estudio publicado en 1907 por Duncan MacDougall, médico de Haverhill (Massachusetts). MacDougall planteó la hipótesis de que las almas tienen peso físico e intentó medir la masa que pierde un ser humano cuando el alma abandona el cuerpo. MacDougall intentó medir el cambio de masa de seis pacientes en el momento de la muerte. Uno de los seis sujetos perdió tres cuartos de onza (21,3 gramos).
MacDougall afirmó que su experimento tendría que repetirse muchas veces antes de llegar a ninguna conclusión. El experimento se considera erróneo y poco científico debido al pequeño tamaño de la muestra, a los métodos utilizados y al hecho de que sólo uno de los seis sujetos cumplía la hipótesis. El caso se ha citado como ejemplo de información selectiva. A pesar de su rechazo dentro de la comunidad científica, el experimento de MacDougall popularizó el concepto de que el alma tiene peso, y concretamente que pesa 21 gramos.

## Experimento

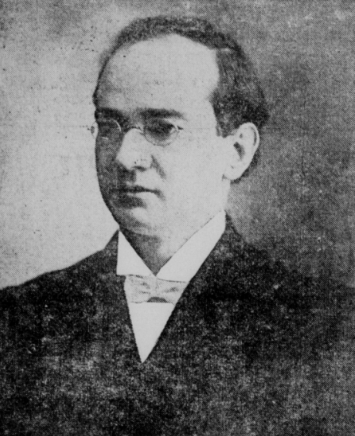
Duncan MacDougall, fotografiado en 1911

En 1901, Duncan MacDougall, un médico de Haverhill, Massachusetts, que deseaba determinar científicamente si un alma tenía peso, identificó a seis pacientes en residencias de ancianos cuya muerte era inminente. Cuatro padecían tuberculosis, uno diabetes y otro causas no especificadas. MacDougall eligió específicamente a personas que sufrían enfermedades que provocaban agotamiento físico, ya que necesitaba que los pacientes permanecieran inmóviles cuando murieran para poder medirlos con precisión. Cuando parecía que los pacientes estaban a punto de morir, se colocaba toda su cama en una báscula de tamaño industrial que tenía una sensibilidad de dos décimas de onza (5,6 gramos). Partiendo de la creencia de que los humanos tienen alma y los animales no, MacDougall midió más tarde los cambios de peso de quince perros tras su muerte. MacDougall dijo que deseaba utilizar perros enfermos o moribundos para su experimento, aunque no pudo encontrar ninguno. Por ello, se supone que envenenó a perros sanos.

### Resultados
Uno de los pacientes perdió peso, pero luego volvió a engordar, y dos de los otros pacientes registraron una pérdida de peso en el momento de la muerte, pero unos minutos después perdieron aún más peso. Uno de los pacientes perdió «tres cuartos de onza» (21,3 gramos) de peso, coincidiendo con el momento de la muerte. MacDougall no tuvo en cuenta los resultados de otro paciente alegando que las básculas «no estaban bien ajustadas», y descartó los resultados de otro porque el paciente murió mientras el equipo aún estaba siendo calibrado. MacDougall afirmó que ninguno de los perros perdió peso tras la muerte.
Aunque MacDougall creía que los resultados de su experimento demostraban que el alma humana podía tener peso, su informe, que no se publicó hasta 1907, afirmaba que el experimento tendría que repetirse muchas veces antes de poder llegar a ninguna conclusión.

## Reacción

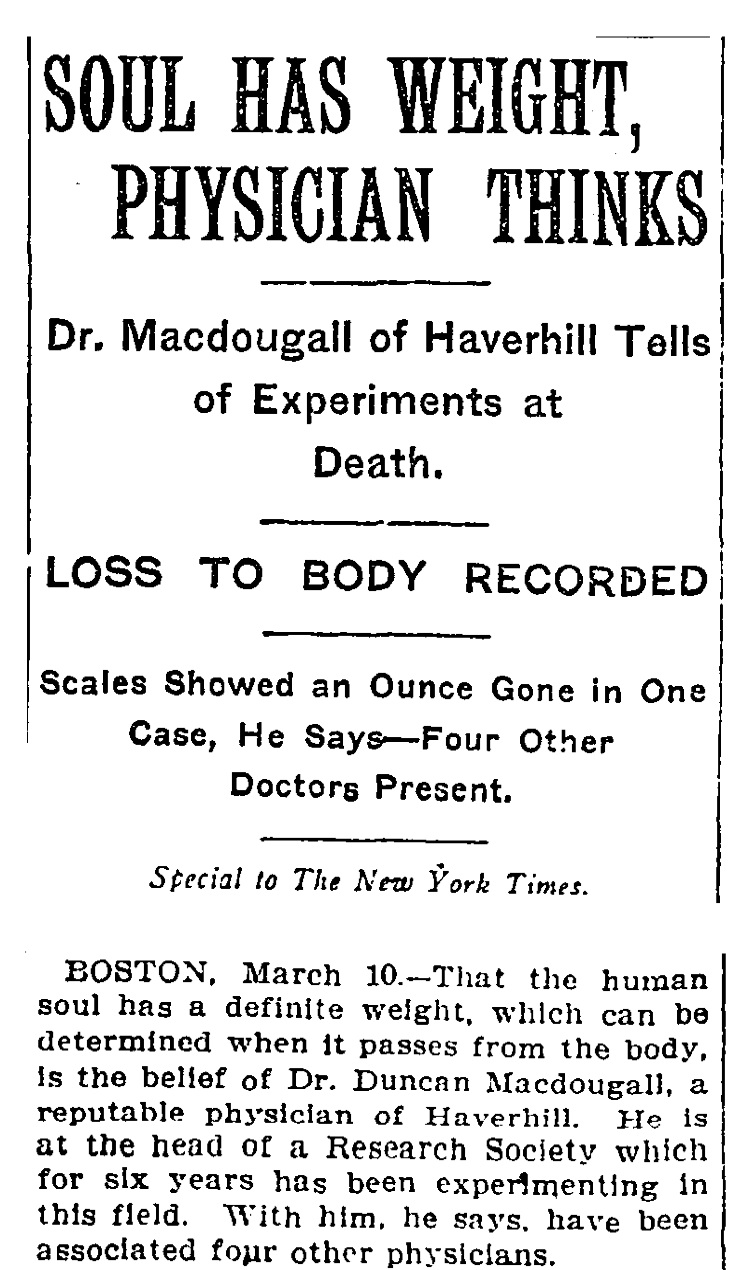
Artículo del New York Times del 11 de marzo de 1907

Antes de que MacDougall pudiera publicar los resultados de sus experimentos, The New York Times dio a conocer la noticia en un artículo titulado «El alma tiene peso, cree un médico». Los resultados de MacDougall se publicaron en abril del mismo año en la Sociedad para la Investigación Psíquica (Journal of the American Society for Psychical Research), y en la revista médica American Medicine.

### Crítica
Tras la publicación del experimento en American Medicine, el médico Augustus P. Clarke criticó la validez del experimento. Clarke señaló que en el momento de la muerte se produce un aumento repentino de la temperatura corporal, ya que los pulmones dejan de enfriar la sangre, lo que provoca un aumento posterior de la sudoración que podría explicar fácilmente los 21 gramos perdidos por MacDougall. Clarke también señaló que, como los perros no tienen glándulas sudoríparas, no perderían peso de esta manera tras la muerte. La crítica de Clarke se publicó en el número de mayo de American Medicine. Las discusiones entre MacDougall y Clarke sobre la validez del experimento siguieron publicándose en la revista al menos hasta diciembre de ese año.
El experimento de MacDougall ha sido rechazado por la comunidad científica, y se le ha acusado tanto de métodos defectuosos como de fraude descarado en la obtención de sus resultados. Karl Kruszelnicki ha afirmado que el experimento es un caso de información selectiva, ya que MacDougall ignoró la mayoría de los resultados. Kruszelnicki también criticó el pequeño tamaño de la muestra, y cuestionó cómo MacDougall fue capaz de determinar el momento exacto en que una persona había muerto teniendo en cuenta la tecnología disponible en ese momento. El físico Robert L. Park escribió que los experimentos de MacDougall «no se consideran hoy en día de ningún mérito científico», y el psicólogo Bruce Hood escribió que «como la pérdida de peso no era fiable ni replicable, sus hallazgos carecían de fundamento científico». El profesor Richard Wiseman afirmó que, dentro de la comunidad científica, el experimento está confinado a un «gran montón de curiosidades científicas etiquetadas como “casi con toda seguridad no es cierto”».
Un artículo de Snopes en 2013 dijo que el experimento era defectuoso porque los métodos utilizados eran sospechosos, el tamaño de la muestra era demasiado pequeño y la capacidad de medir los cambios de peso demasiado imprecisa, concluyendo: «no se debe dar crédito a la idea de que sus experimentos demostraron algo, y mucho menos que midieron el peso del alma en 21 gramos". El hecho de que MacDougall probablemente envenenara y matara a quince perros sanos en un intento de apoyar su investigación también ha sido fuente de críticas.

### Consecuencias
En 1911, The New York Times informó de que MacDougall esperaba realizar experimentos para fotografiar almas, pero parece que no continuó investigando en este campo y murió en 1920. Su experimento no se ha repetido.

## Experimentos similares
En diciembre de 2001, el físico Lewis E. Hollander Jr. publicó un artículo en la Sociedad para la Exploración Científica (Journal of Scientific Exploration) donde exponía los resultados de un experimento similar. Probó el peso de un carnero, siete ovejas, tres corderos y una cabra en el momento de la muerte, tratando de profundizar en los supuestos hallazgos de MacDougall. Su experimento demostró que siete de las ovejas adultas variaron su peso al morir, aunque no lo perdieron, sino que ganaron una cantidad de 18 a 780 gramos, que volvieron a perder con el tiempo hasta volver a su peso inicial. En 2009, el experimento de Hollander Jr. fue sometido a una revisión crítica por Masayoshi Ishida en la misma revista. Ishida consideró que la afirmación de Hollander de un aumento transitorio de peso «no era una expresión adecuada del resultado experimental», aunque admitió que «la causa del evento de fuerza sigue sin explicarse». También advirtió del posible mal funcionamiento de la plataforma de pesaje en dos de los casos.
Igualmente inspirado por la investigación de MacDougall, el médico Gerard Nahum propuso en 2005 un experimento de seguimiento, basado en la utilización de un conjunto de detectores electromagnéticos para intentar captar cualquier tipo de energía fugitiva en el momento de la muerte. Se ofreció a vender su idea a los departamentos de ingeniería, física y filosofía de las universidades de Yale, Stanford y Duke, así como a la Iglesia Católica, pero fue rechazado.

## En la cultura popular
A pesar de su rechazo como hecho científico, el experimento de MacDougall popularizó la idea de que el alma tiene peso, y concretamente que pesa 21 gramos. El título de la película 21 gramos hace referencia al experimento.
El concepto de un alma que pesa 21 gramos se menciona en numerosos medios de comunicación, incluyendo una edición de 2013 del manga Gantz, un podcast de 2013 Welcome to Night Vale, la película de 2015 El Imperio de los cadáveres (Shisha no teikoku), un episodio de 2021 de Ted Lasso, y una edición de 2023 del manga One Piece.  Canciones tituladas «21 gramos» que hacen referencia al peso de un alma han sido lanzadas por Looptroop Rockers (2005), Niykee Heaton (2015), Fedez (2015), August Burns Red (2015), Thundamentals (2017), Arena (2022), y Klan featuring Madeline Juno (2024). En 2010, Roar lanzó la canción «Duck or Ape», que hace referencia a que el peso del alma es de 20 gramos, y Travis Scott hace referencia al concepto en la canción de 2018 «No Bystanders». MacDougall y sus experimentos se mencionan explícitamente en el documental de 1978 Beyond and Back, y en el episodio cinco de la primera temporada de Dark Matters: Twisted But True. Un científico estadounidense ficticio llamado «Sr. MacDougall» aparece en la novela de Gail Carriger de 2009 Soulless, como experto en el peso y la medición de las almas, y un experimento similar aparece en la novela de 2009 The Lost Symbol, llevado a cabo por el personaje Katherine Solomon en su laboratorio de ciencias noéticas. En 2022, la serie de televisión Evil presentó una recreación ficticia del experimento en el episodio «El demonio de la muerte».